# Łapka
Łapka [ˈwapka] (tiếng Đức: Lapkaabfindung)  là một ngôi làng thuộc khu hành chính của Gmina Barczewo,thuộc huyện Olsztyński, Warmińsko-Mazurskie, ở miền bắc Ba Lan.

## Liên kết
- Kreisgemeinschaft Allenstein-Land e. V.
- Kirchspiel Wartenburg ở Ostpreussen